# Basílica de Santa Maria dos Anjos
Santa Maria degli Angeli é uma basílica papal situada numa planície no sopé de uma colina em Assis, Itália, na frazione Santa Maria degli Angeli. Foi construída em estilo maneirista entre 1569 e 1679 à volta de uma pequena igreja do século IX, a Porciúncula, o local mais sagrado para os franciscanos pois foi nela que o jovem Francisco de Assis compreendeu sua vocação e renunciou o mundo para viver em pobreza entre os pobres, iniciando o movimento franciscano.

## História
Depois da morte de São Francisco, em 1226, os frades construíram diversas pequenas cabanas à volta da Porciúncula. Em 1230, um refeitório e alguns edifícios de apoio foram acrescentados ao complexo. Com o passar dos anos, pequenos pórticos e mais acomodações foram sendo adicionados e suas fundações foram descobertas durante as escavações realizadas debaixo do piso da presente basílica entre 1967 e 1969.
Conforme aumentava o número de peregrinos que chegavam para receber o "Perdão de Assis", o diminuto espaço da Porciúncula se mostrou completamente inadequado para recebê-los, o levou à ideia de construir uma nova igreja incorporando a pequena igreja. Os edifícios vizinhos foram demolidos por ordem do papa Pio V (r. 1566–1572), exceto a Capela do Trânsito, a cela na qual São Francisco morreu, e as obras da nova basílica começaram em 25 de março de 1569.
Esta majestosa igreja, a sétima maior igreja cristã do mundo, foi projetada em um ousado estilo maneirista, que prefigurou o barroco, por dois famosos arquitetos Galeazzo Alessi e Vignola. A obra prosseguiu vagarosamente por causa da constante falta de dinheiro, uma vez que a obra era custeada através de doações. A notável cúpula, assentada num tambor octogonal trespassado por oito janelas e decorado com cornijas, foi terminado em 1667. A construção da igreja finalmente terminou em 1679 e, cinco anos depois, um campanário foi construído. O projeto original previa uma outra torre gêmea, mas esta jamais foi construída.
Em 15 de março de 1832, a nave central, parte de um dos corredores laterais e o coro ruíram durante um violento terremoto. A cúpula sobreviveu, mas com uma grande rachadura. A abside e as capelas laterais não sofreram danos sérios. A reconstrução começou em 1836 comandada pelo arquiteto Luigi Poletti e só terminou em 1840. Ele remodelou a fachada num estilo neoclássico.
Em 11 de abril de 1909, a igreja foi elevada pelo papa Pio X ao status de "basílica patriarcal e capela papal". Entre 1924 e 1930, a fachada foi novamente remodelada e recuperou seu estilo pré-barroco original, desta vez por Cesare Bazzani (1873–1939). A estátua dourada da Madonna degli Angeli ("Nossa Senhora dos Anjos"), do escultor Colasanti, foi colocada no alto da fachada em 1930.
A cidade norte-americana de Los Angeles foi batizada em homenagem a esta igreja.

## Descrição
A basílica tem uma planta retangular dividida em uma nave central e dois corredores laterais, de onde se abrem dez capelas laterais. No final da nave está um transepto e um longo coro terminado numa abside semi-circular. A Porciúncula está situada no cruzeiro, diretamente abaixo da cúpula. A igreja toda tem 126 metros de comprimento, 65 metros de largura e a altura, na cúpula, chega aos 75 metros.
O interior é simples e elegante, com poucos elementos decorativos, um impressionante contraste com as ricamente decoradas capelas laterais. A nave e os corredores foram reconstruídos em estilo dórico neoclássico por Luigi Poletti depois do terremoto de 1832. A abside abriga o precioso coro de madeira esculpido pelos irmãos franciscanos a partir de 1689, a cátedra papal (com baixos-relevos de E. Manfrini) e o altar papal. A Capela do Trânsito, a cela onde São Francisco morreu, também está preservada na igreja, abaixo da baia do coro, entre as colunas da direita da cúpula.
As capelas laterais foram decoradas pelos grandes artistas de diversos períodos, incluindo Antonio Circignani (todas as pinturas da Capela de Santa Ana, 1602–1603), Francesco Appiani (Capela de Santo Antônio e Capela de São Pedro Acorrentado, 1756–1760) e Ventura Salimbeni (Capela da Deposição da Cruz, 1602).

## Porciúncula
A pequena igreja (em italiano:  chiesetta) chamada Porciúncula (em italiano:  Porziuncola – "porçãozinha") é o lugar mais sagrado para os franciscanos. Francisco recebeu esta igreja do século IX dos monges beneditinos.
A igreja foi decorada por artistas de diferentes períodos. Sobre a entrada está um afresco de Johann Friedrich Overbeck (1829) de São Francisco recebendo de Cristo e da Virgem Maria uma indulgência, o famoso "Perdão de Assis". Na parede lateral do lado direito estão fragmentos de dois afrescos de artistas umbrianos desconhecidos. O austero interior está decorado num estilo gótico muito simples com afrescos dos séculos XIV e XV. A obra mais importante é um afresco em seis partes na abside, pintado por Ilario da Viterbo (1393). Na contrafachada, sobre a entrada, está uma "Crucificação" de Pietro Perugino.

## Capela do Trânsito
A Capela do Trânsito (em italiano:  Cappella del Transito) é um diminuto aposento onde São Francisco morreu em 3 de outubro de 1226 que ficava numa pequena cabana que fazia as vezes de enfermaria para os doentes. Do lado de fora, a capela está decorada pelo afresco do "Trânsito" (morte), de Domenico Bruschi (1886). No interior, sobre o pequeno altar, está a corda de São Francisco. Atrás do altar, a estátua de São Francisco em terracota vitrificada de Andrea della Robbia (c. 1490). Na parede está um afresco de Giovanni Spagna (1520) representando os primeiros seguidores de São Francisco, com seus nomes acima de cada retrato (Ruffino, Leone, Masseo e Egidio).

## Cripta
A nova cripta foi construída atrás do altar entre 1965 e 1970. Durante as escavações, as fundações das pequenas cabanas que ficavam à volta da Porciúncula fora expostas. O altar da cripta está assentado sobre um enorme tronco de árvore com vários ramos esculpido por Francesco Prosperi e, atrás dele, está um sacrário decorado com um baixo-relevo em terracota esmaltada de Andrea della Robbia que expressa com grande habilidade as emoções das figuras. A seção superior inclui "São Francisco recebendo seus Estigmas", "Coroação da Virgem com Anjos Músicos", "São Jerônimo Penitente". A inferior, "Anunciação", "Natividade" e "Adoração dos Magos".

## Jardim das Rosas e a Capela das Rosas
Uma passagem pela sacristia dá acesso ao Jardim das Rosas, tudo o que restou da antiga floresta na qual São Francisco e seus irmãos viviam. Aqui ele conversava com as pombas, convidando-as a louvar a Deus. E pombas fazem ninhos nas mãos da estátua de São Francisco há muitos séculos.
De acordo com a tradição, atestada já no final do século XIII, São Francisco, numa noite na qual sentiu a tentação de abandonar seu modo de vida, rolou nu sobre espinheiros numa tentativa de se livrar das dúvidas. Em contato com seu corpo, os espinheiros se transformaram em rosas-caninas, que desde então crescem no jardim. O chamado "Milagre das Rosas" deu origem ao nome do jardim.
No jardim está a Capela das Rosas, a cela onde São Francisco descansava e passava as noites em oração e penitência; e onde ele se encontrou com Santo Antônio de Pádua. Depois de sua morte, uma capela foi construída no século XIII e ampliada depois, no século XV, por São Bernardino de Siena. Ela foi decorada entre 1506 e 1516 com uma série de afrescos de diversos pintores, entre os quais o umbriano Tiberio d'Assisi, sobre os primeiros anos da comunidade franciscana e os primeiros santos da ordem, o "milagre das rosas" e o Perdão de Assis.

## Museu
As pequenas casas do convento abrigam o "Museu da Porciúncula", que abriga muitos objetos religiosos, achados arqueológicos e uma notável coleção de pinturas:
- "Crucifixo" de Giunta Pisano (1236)
- "Retrato de São Francisco" em madeira pelo "Maestro di San Francesco" (séc. XIII);
- "São Franscisco", em madeira, atribuído a Cimabue;
- "Madona com o Menino", do pintor sienense Sano di Pietro (séc. XIV)
- "São Francisco e Santa Clara", de Cesare Sermei e sua oficina.
- "Madona do Leite", uma escultura em terracota multicolorida (final do séc. XIV ou início do séc. XV).
- Diversos afrescos de autores incertos.

## Galeria

Imagens da basílica
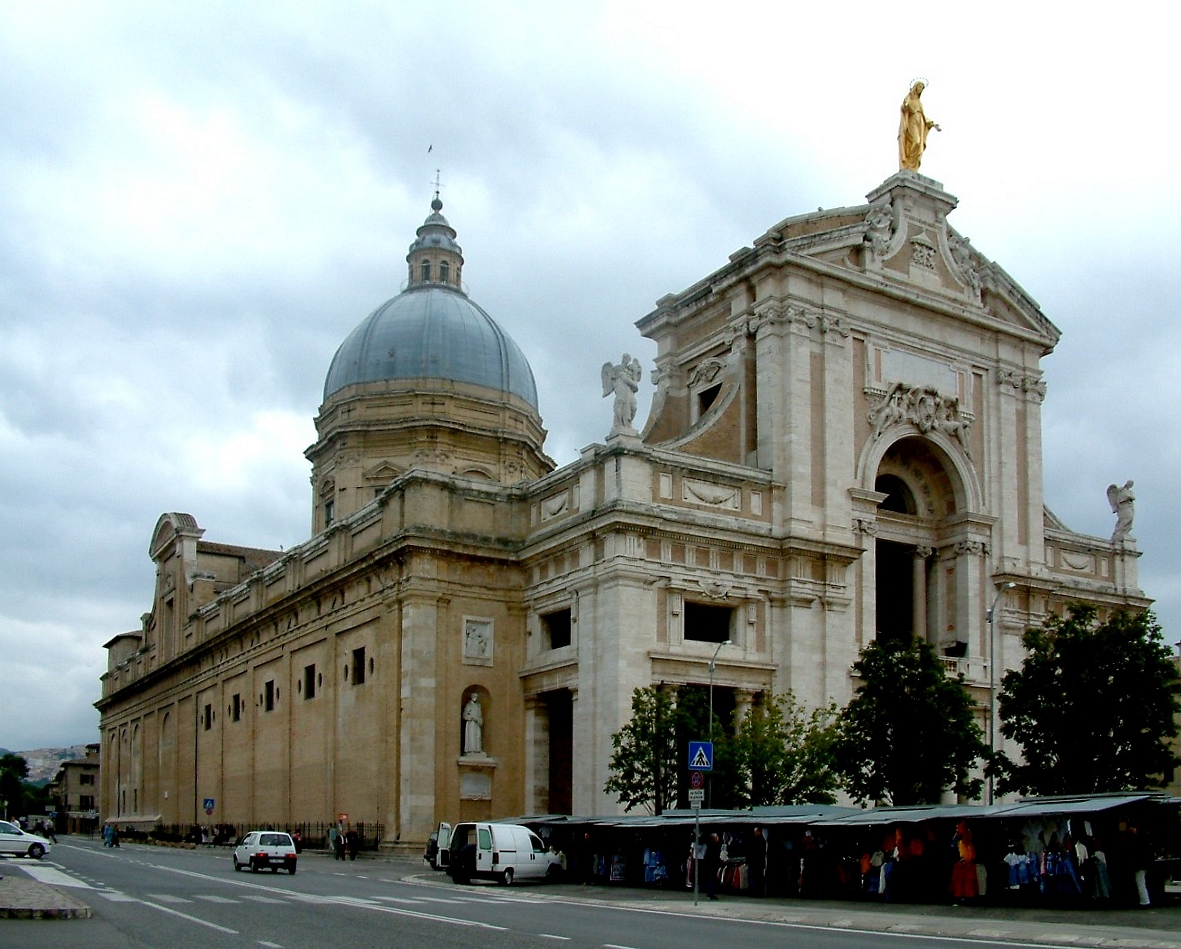
Vista lateral revelando o tamanho da basílica.
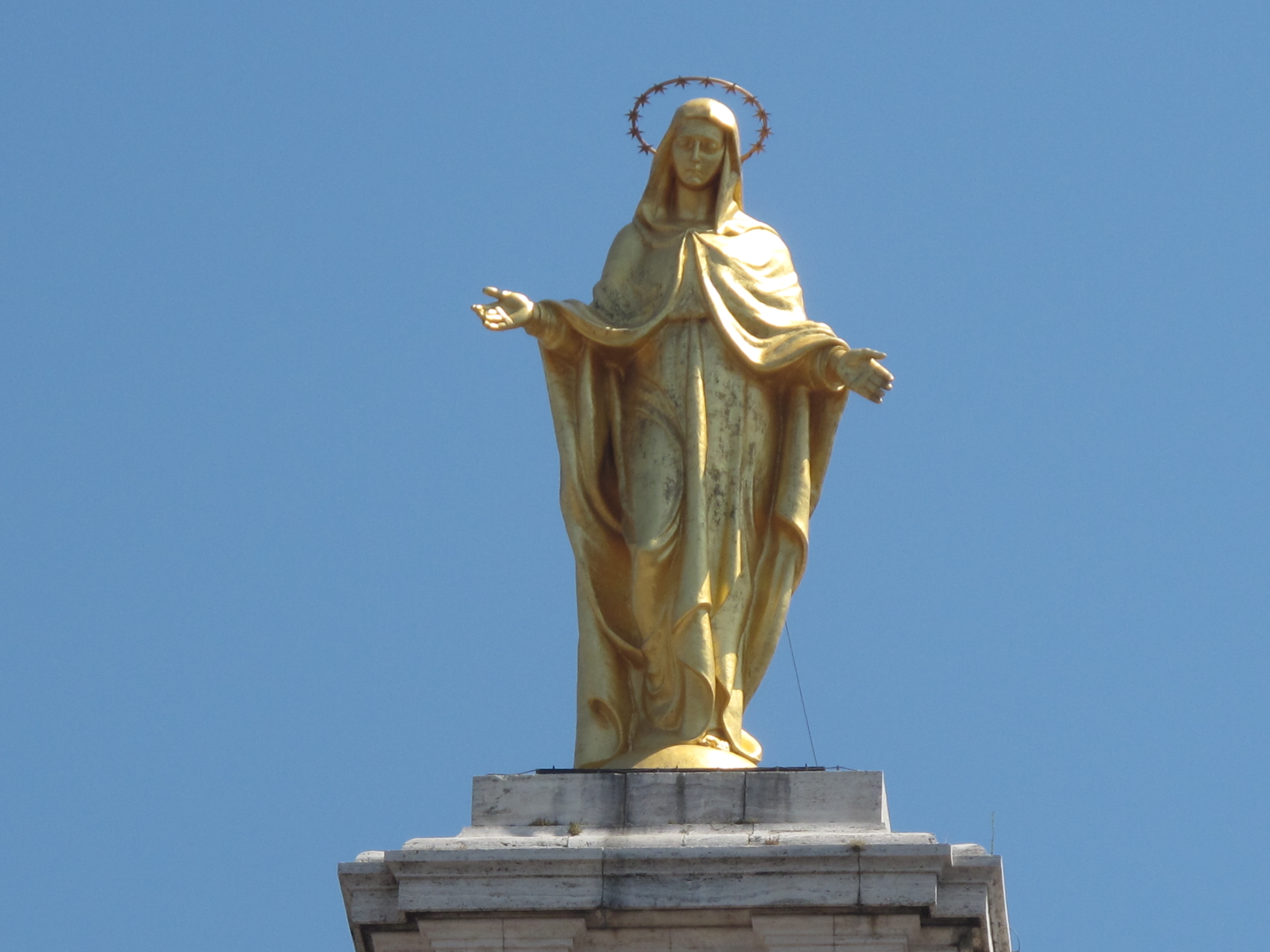
"Nossa Senhora dos Anjos", no alto da fachada.
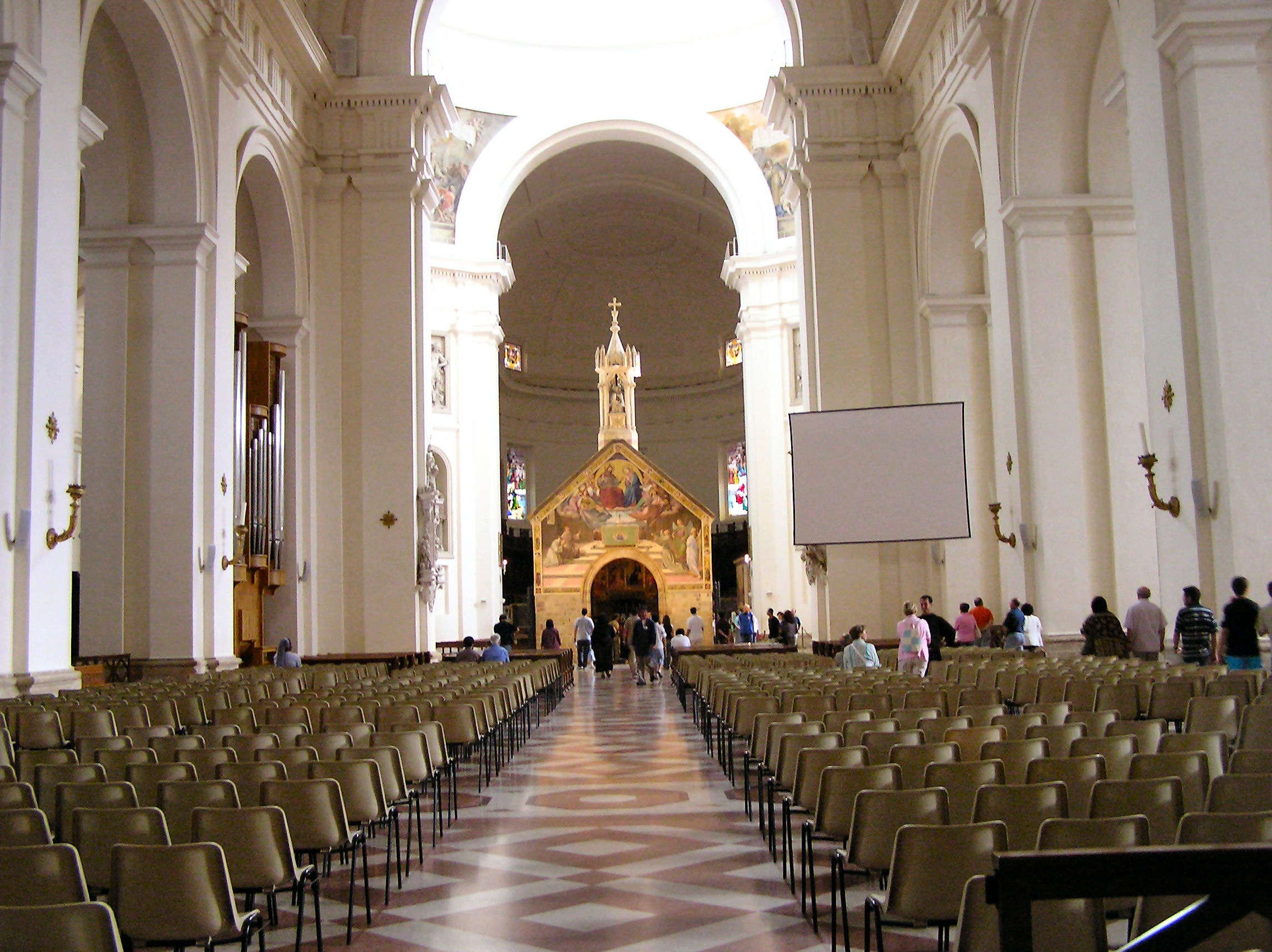
Interior neoclássico reconstruído depois do terremoto de 1832. No cruzeiro, a Porciúncula.
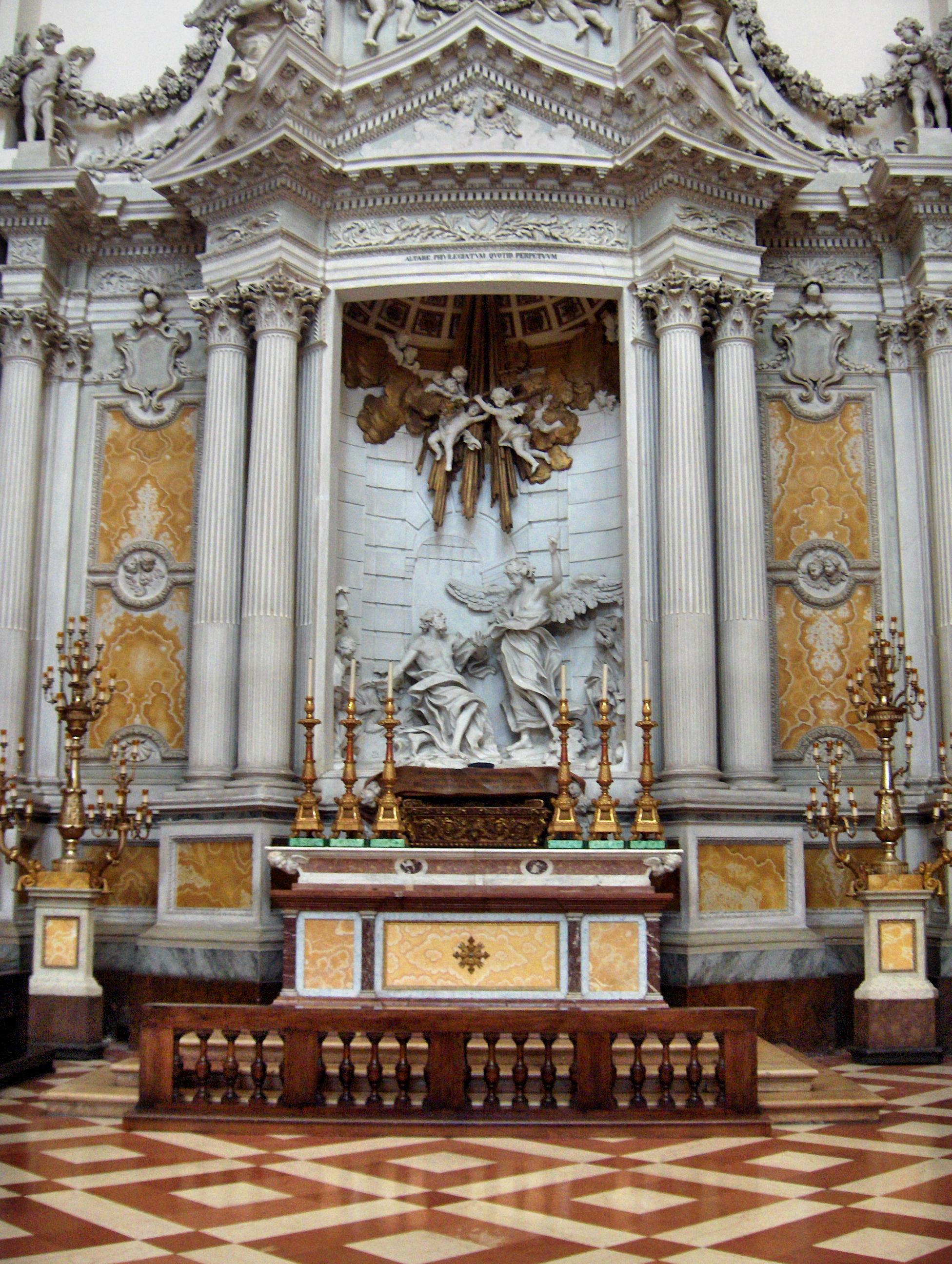
Capela de São Pedro Acorrentado.
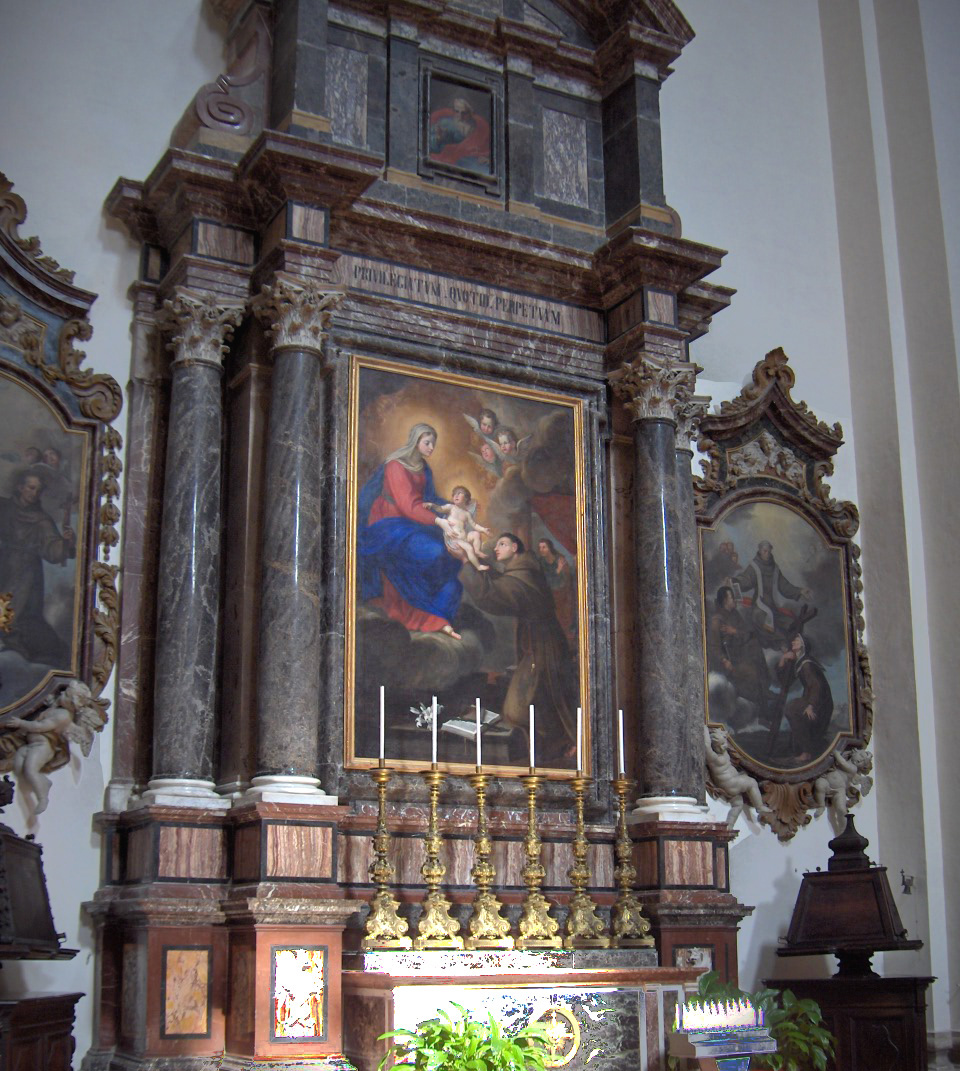
"São Francisco recebe o Perdão de Assis", de Baldassare Croci (1602-3)